# 西富山駅
西富山駅（にしとやまえき）は、富山県富山市寺町にある、西日本旅客鉄道（JR西日本）・日本貨物鉄道（JR貨物）高山本線の駅である。

## 歴史

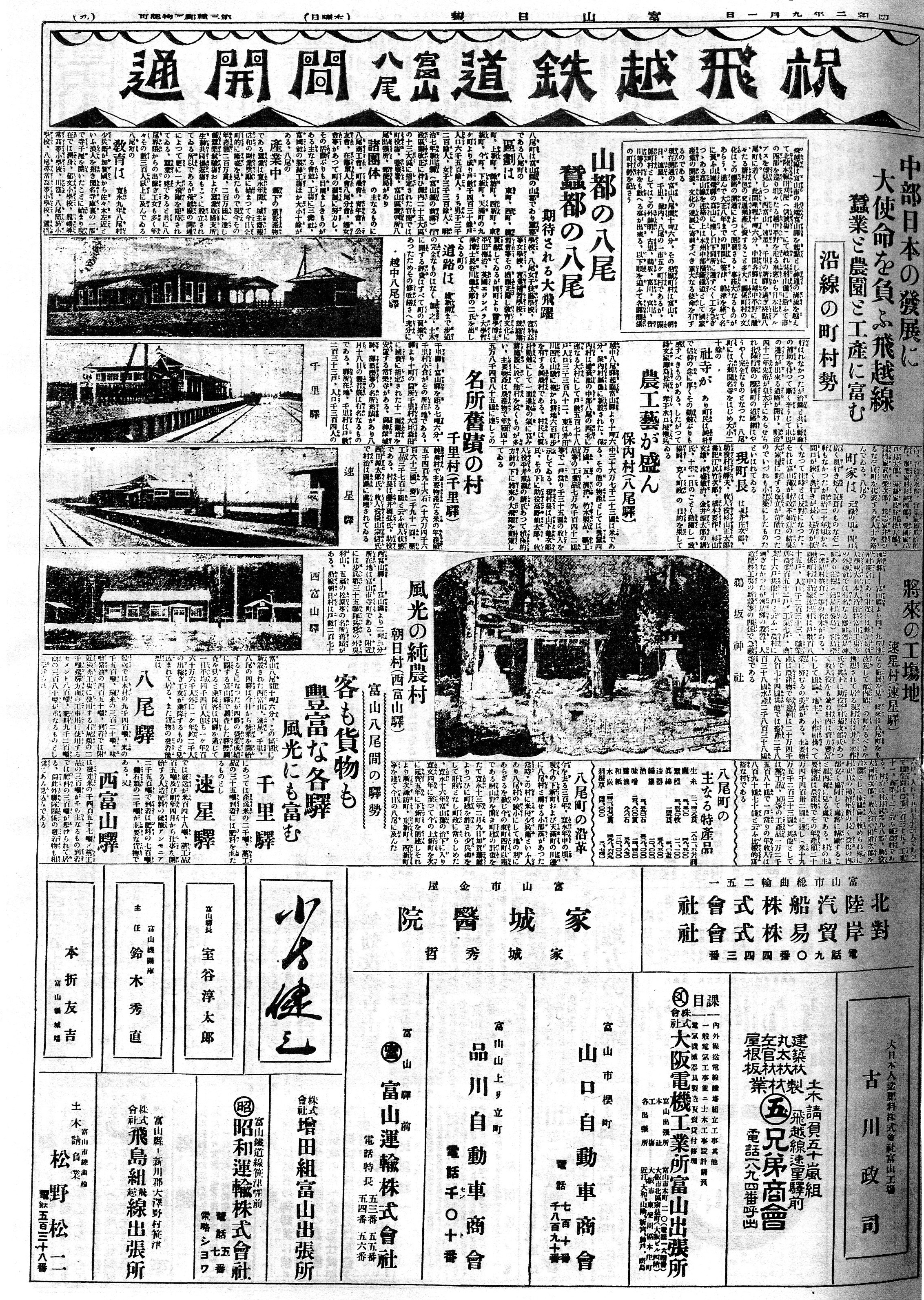
飛越線富山 - 越中八尾間開通を報道する新聞記事。駅舎の写真もある。

- 1927年（昭和2年）9月1日：鉄道省飛越線（現・高山本線）富山駅 - 越中八尾駅間開通時に開設[1][2][3]。一般駅。
- 1934年（昭和9年）10月25日：線路名称改定。飛越線が高山本線へ編入、当駅もその所属となる[4][5]。
- 1969年（昭和44年）10月1日：営業範囲改正、手荷物及び小荷物配達取扱廃止[6]。
- 1974年（昭和49年）10月1日：営業範囲改正、旅客、荷物及び車扱貨物を取扱う駅となる[7]。
- 1981年（昭和56年）11月20日：営業範囲改正、旅客、荷物及び専用線発着車扱貨物を取扱う駅となる[8]。
- 1984年（昭和59年）2月1日：営業範囲改正、旅客及び専用線発着車扱貨物を取扱う駅となる[9]。
- 1987年（昭和62年）4月1日：国鉄分割民営化に伴い、JR西日本・JR貨物の駅となる[2]。
- 1996年（平成8年）3月16日：貨物に係る営業範囲改正、車扱貨物取扱を臨時とする[2]。同時に無人駅化。改札口撤去[10][11]。
- 2025年（令和7年）3月27日：西口アクセス通路（約50 m）が開通[12]。

## 駅構造
相対式ホーム2面2線を有する地上駅。木造駅舎を備える。以前2番線は増発時に臨時に使用されるのみであったが、2006年（平成18年）より高山本線増発実験のため使用が再開された。
北陸広域鉄道部管理  の無人駅。以前はJR貨物職員に窓口業務を委託していたが、1996年（平成8年）3月16日の貨物取扱臨時化と同時に無人駅となった。

### のりば
| のりば | 路線      | 方向 | 行先               |
| ------ | --------- | ---- | ------------------ |
| 1      | ■高山本線 | 上り | 越中八尾・高山方面 |
| 2      | ■高山本線 | 下り | 富山方面           |

## 貨物取扱

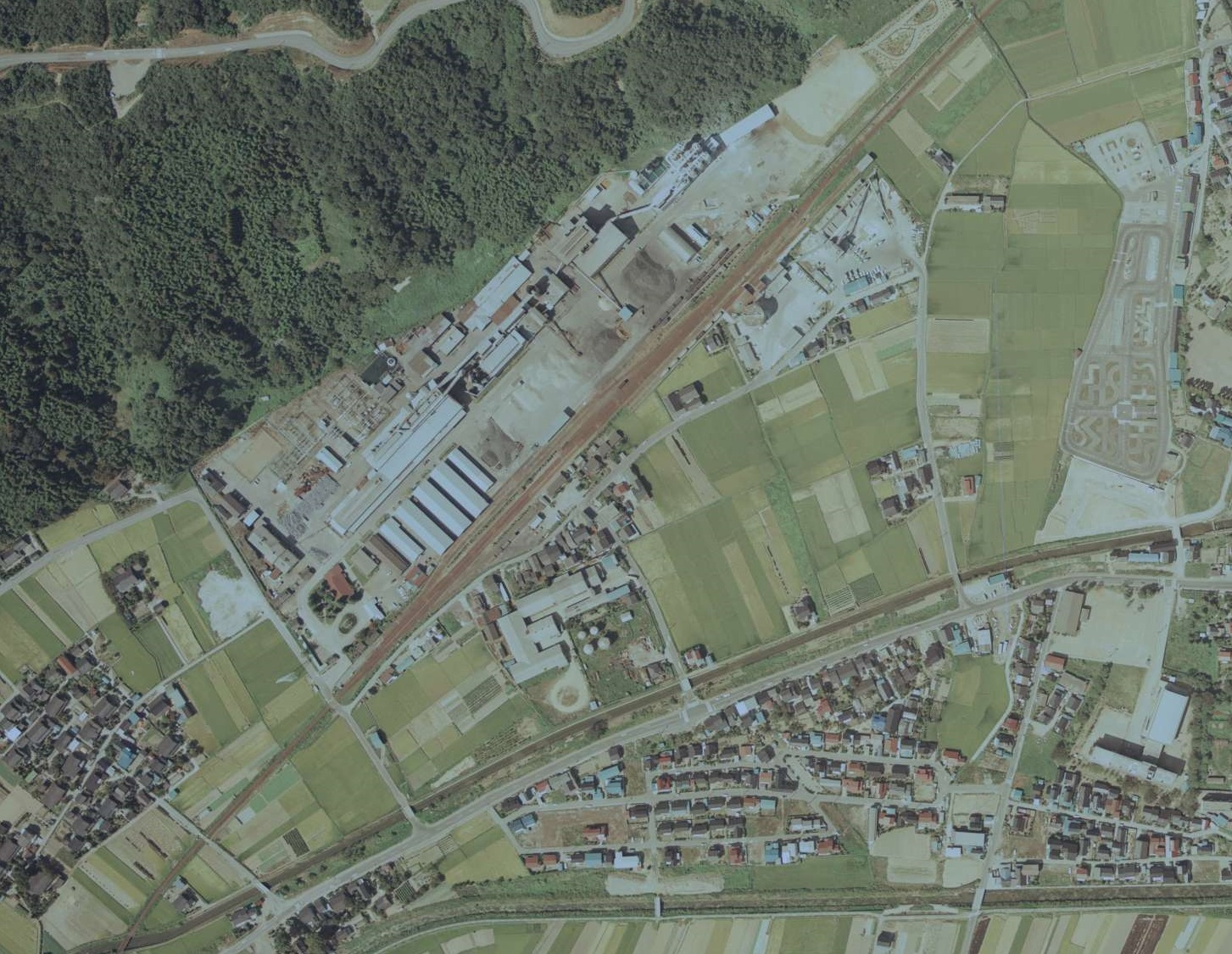
1975年（昭和50年）9月6日撮影の当駅周辺航空写真

開業以来の一般駅であり、1981年（昭和56年）11月20日より専用線発着車扱貨物を取扱う駅となったが、日本貨物鉄道に経営移管後の1996年（平成8年）3月16日に車扱貨物取扱は臨時化され、駅構内の貨物設備は全部撤去された。貨物臨時化以前には住友セメント西富山サービスステーション及び日本アルコール販売富山保管所への専用線が接続していた。
1953年（昭和28年）10月10日付『鉄道公報』第1254号通報専用線一覧別表掲載中、当駅接続の専用線は次の通り。
- 新報国製鉄線（第三者使用：日本通運、動力：手押、作業粁程：0.5粁）

1967年（昭和42年）7月1日現在における当駅接続の専用線は以下の通り。
- 呉羽製鉄線（第三者使用：日本通運、動力：日本通運所有機関車、作業粁程：0.5粁）
- 住友セメント線（動力：私有機関車、作業粁程：0.4粁）
- シェル石油線（動力：日本通運所有機関車及び手押、作業粁程：0.1粁、備考：国鉄側線）

1970年（昭和45年）10月1日現在における当駅接続の専用線は以下の通り。
- 呉羽製鉄線（通運事業者：日本通運、動力：日本通運所有機関車、作業粁程：0.5粁、総延長粁程：0.9粁）
- 住友セメント線（動力：私有機関車、作業粁程：0.4粁、総延長粁程：0.6粁）

1983年（昭和58年）4月1日現在における当駅接続の専用線は以下の通り。
- 日本アルコール販売線（真荷主：内外輸送、動力：国鉄機関車、作業粁程：0.1粁、総延長粁程：0.1粁）
- 住友セメント線（動力：私有機関車、作業粁程：0.4粁、総延長粁程：0.6粁）

## 利用状況
「富山県統計年鑑」・「富山市統計書」によると、近年の1日平均乗車人員の推移は以下の通り。
| 年度   | 1日平均 乗車人員 |
| ------ | ---------------- |
| 1995年 | 297              |
| 1996年 | 258              |
| 1997年 | 262              |
| 1998年 | 264              |
| 1999年 | 279              |
| 2000年 | 296              |
| 2001年 | 280              |
| 2002年 | 261              |
| 2003年 | 249              |
| 2004年 | 269              |
| 2005年 | 271              |
| 2006年 | 277              |
| 2007年 | 287              |
| 2008年 | 300              |
| 2009年 | 298              |
| 2010年 | 326              |
| 2011年 | 321              |
| 2012年 | 345              |
| 2013年 | 348              |
| 2014年 | 342              |
| 2015年 | 364              |
| 2016年 | 353              |
| 2017年 | 380              |
| 2018年 | 382              |
| 2019年 | 389              |
| 2020年 | 318              |
| 2021年 | 317              |
| 2022年 | 344              |
| 2023年 | 346              |

## 駅周辺
水田地帯の中を通る道路沿いに住宅地が広がる。
- 富山大学五福キャンパス：富山地方鉄道富山軌道線の富山大学前停留場が最寄であるが当駅からも0.8 - 1.4 km程度（学部により異なる）である。
- 富山県立富山工業高等学校
- 富山県立富山商業高等学校
- 富山市立五福小学校
- 城山公園

## 隣の駅
西日本旅客鉄道（JR西日本）
■高山本線
婦中鵜坂駅 - 西富山駅 - 富山駅